# Matthew Beard (Engelse acteur)
Matthew Beard is een Brits acteur en model.

## Film
| Jaar | Film                                   | Rol              |
| ---- | -------------------------------------- | ---------------- |
| 2007 | And When Did You Last See Your Father? | Blake Morrison   |
| 2009 | An Education                           | Graham           |
| 2010 | Chatroom                               | Jim              |
| 2010 | Hippie Hippie Shake                    | Charles          |
| 2011 | One Day                                | Murray Cope      |
| 2013 | The Look of Love                       | Howard Raymond   |
| 2013 | The Lovers                             | Matt             |
| 2014 | The Riot Club                          | Guy Bellingfield |
| 2014 | The Imitation Game                     | Peter Hilton     |
| 2016 | Hippie Hippie Shake                    | Charles          |
| 2018 | Elizabeth Harvest                      | Oliver           |
| 2018 | Johnny English Strikes Again           | P                |
| 2018 | The Party's Just Beginning             | Alistair         |

## Televisie
| Jaar      | Titel                 | Rol               | Opmerkingen                    |
| --------- | --------------------- | ----------------- | ------------------------------ |
| 1991      | Soldier Soldier       | Matthew Wilton    | 3 afleveringen                 |
| 1997–2002 | Where the Heart Is    | Various           | 3 afleveringen                 |
| 2000      | Big Meg, Little Meg   | Freddie Johnson   | 5 afleveringen                 |
| 2002      | An Angel for May      | Tom               | Televiesiefilm                 |
| 2002–2004 | Fat Friends           | Lee McGary        | 2 afleveringen                 |
| 2003      | Sons and Lovers       | Young Paul        | Televisiefilm                  |
| 2003      | The Eustace Bros.     | Sam Eustace       | 5 afleveringen                 |
| 2004      | The Royal             | Peter Blackwood   | Aflevering: "Reckoning"        |
| 2006      | Johnny and the Bomb   | Young Tom Maxwell | 2 afleveringen                 |
| 2008      | The Royal Today       | Luke Alexander    | Aflevering: "Episode No. 1.5"  |
| 2008      | Trial and Retribution | Andy Harper       | Aflevering: "Tracks: Part 1"   |
| 2012      | Labyrinth             | Sajhe             | 2 afleveringen                 |
| 2013      | Rogue                 | Max Laszlo        | 7 afleveringen                 |
| 2018      | Kiss Me First         | Adrian            | 6 afleveringen                 |
| 2019–2022 | Vienna Blood          | Max Liebermann    | 9 afleveringen                 |
| 2020      | Dracula               | Jack              | Aflevering: "The Dark Compass" |
| 2020      | Avenue 5              | Deputy Alan Lewis | 7 afleveringen                 |
| 2022      | Magpie Murders        | James Fraser      | 6 afleveringen                 |
| 2023      | Funny Woman           | Bill              | 6 afleveringen                 |